# 川崎あかね
川崎 あかね（かわさき あかね、1948年11月10日 - ）は、日本の女優。本名、奥野 ときゑ。旧姓名、川崎 ときゑ。父親は撮影技師の川崎新太郎。
京都府京都市出身。洛陽女子高等学校卒業。八重子プロに所属していた。

## 人物
6歳より日本舞踊を学ぶ。
1967年に高校卒業と同時に大映に入社。1968年公開の『陸軍中野学校 開戦前夜』に端役で出演。同年の『妖怪大戦争』ではヒロイン役を演じて実質的なデビュー作となる。以後、『笹笛お紋』（1969年）などに出演。
1971年11月20日封切りの映画『蜘蛛の湯女』に主演。セミヌードが話題になるが、同月29日に大映が倒産したため、1972年1月、松竹へ移籍。同年の映画『女生きてます 盛り場渡り鳥』に主演するが、1973年に退社してフリーとなる。この間、1972年に 京都市民映画祭新人賞を受賞した。
フリーとなってからは、『噂の刑事トミーとマツ』（TBS）などのテレビドラマを中心に活動。
特技は、日舞、三味線。

## 出演

### 映画
- 陸軍中野学校 開戦前夜 （1968年、大映）
- 妖怪大戦争 （1968年、大映） - 千絵　※実質デビュー
- 笹笛お紋 （1969年、大映）
- 秘録怪猫伝 （1969年、大映） - 早苗
- 怪談累が渕 （1970年、大映） - お京
- 十代の妊娠 （1970年、大映）
- 喧嘩屋一代 どでかい奴 （1970年、大映） - ヒロミ
- あゝ独身 （1970年、大映） - 弘子
- ボクは五才 （1970年、大映） - バスガイド
- 新女賭博師 壷ぐれ肌 （1971年、大映） - お蝶
- 秘録 長崎おんな牢 （1971年、大映）
- 穴場あらし （1971年、大映）
- 若き日の講道館 （1971年、大映）
- 蜘蛛の湯女 （1971年、大映）
- 喜劇 怪談旅行 （1972年、松竹）
- 女生きてます 盛り場渡り鳥 （1972年、松竹） - 川上初子
- ときめき（1973年、松竹）
- 必殺仕掛人（1973年、松竹） - お照
- 帰って来た女必殺拳 （1975年、東映）
- 主婦の体験レポート おんなの四畳半 （1975年、日活）
- 主婦の体験レポート 続おんなの四畳半 （1975年、日活）
- 金環蝕 （1975年、大映）
- 子連れ殺人拳 （1976年、東映） - 志水銀子
- 跋扈妖怪伝 牙吉 （2004年、牙吉製作委員会）

### テレビドラマ
- ザ・ガードマン （TBS）
  - 第249話「悪党サラリーマン」（1970年）
  - 第310話「女子学園スキャンダル殺人」（1971年） - 岡野桂子
  - 第339話「追い出された花嫁は復讐する」（1971年）
- おんな友だち （1971年、NTV）
- ミラーマン 第13話「笛を吹く魔女」（1972年、CX） - 松本絢子
- プレイガールシリーズ （12ch）
  - プレイガール
    - 第160話「狂気の来訪者」（1972年） - 加山冴子
    - 第280話「怪談 悪魔のような凄じい女」（1974年） - すみ子

  - プレイガールQ  (1975年)
    - 第23話「スリラー・恐怖をよぶ影」 - ルミ
    - 第38話「怪談世にも凄まじい女の呪い」 - 寺本礼子
    - 第40話「暴力刑事罷り通る」 - 淳子
- 荒野の素浪人 第17話「強奪 けもの谷の御用金」（1972年、NET） - 小雪
- 紫頭巾事件帖 第24話「尼寺に?」（1972年、12ch） - 春日尼
- シークレット部隊 第18話（1972年）
- 必殺シリーズ（ABC）
  - 必殺仕掛人 第4話「殺しの掟」（1972年）- 芸者小えん
  - 助け人走る 第4話「島抜大海原」（1973年）- おりょう
  - 暗闇仕留人 第9話「懸想して候」（1974年）- おしの
  - 新・必殺仕置人 第24話「誘拐無用」（1977年）- おえん
  - 必殺仕事人2009 第13話「給付金VS新仕事人」（2009年）
  - 必殺仕事人2010（2010年）
- 眠狂四郎 第11話「裸女に神を見た」（1972年、KTV）
- 荒野の用心棒 第12話「群狼の宿に愛と死の花が散って…」 （1973年、NET）
- アイフル大作戦（TBS）
  - 第1話「特訓開始! 美女の探し方」（1973年） - みちこ
  - 第19話「東京-網走 同棲時代コンテスト」（1973年）
- 狼・無頼控 第19話「（秘）くノ一養成学校」（1974年、MBS）
- 事件狩り 第10話「うそ」（1974年、TBS）
- 水戸黄門 (TBS) 
  - 第5部 第23話「野望の代償 -唐津-」（1974年） - 梓
  - 第22部
    - 第30話「黄金の島の鬼退治 -佐渡-」（1993年） - 蓬莱の女将
    - 第35話「飛脚競べで悪を討つ -宇都宮-」（1994年） - お駒
- 右門捕物帖 第33話「目撃者」（1974年、NET）
- 傷だらけの天使 第10話「金庫破りに赤いバラを」（1974年、NTV）
- 大江戸捜査網（12ch）
  - 第134話「夢に賭けた大泥棒」（1974年）
  - 第485話「花嫁絶唱お父っつあんの唄」（1981年）
- ザ★ゴリラ7 第1話「武装強盗団」（1975年、NET）
- バーディー大作戦（TBS）
  - 第37話「ヌードモデル コネクション」（1975年）
  - 第44話「殺人パニック捜査官」（1975年）
- 非情のライセンス 第2シリーズ (NET)
  - 第44話「兇悪のヌード」（1975年） - 堀内久子
  - 第89話「兇悪犯指名手配」（1976年） - 悠子
- 燃える捜査網 第9話「愛と怒りの港」（1975年、NET）
- Gメン'75 (TBS)
  - 第11話「ピストル市場」（1975年） - 川村ミキ
  - 第21話「ニューヨーク市警　黒人刑事」（1975年） - マリ（亜紀）
  - 第43話「刑法第11条・絞首刑」（1976年） - 片桐サチヨ
  - 第58話「樹海に消えた白骨死体」（1976年） - 炭の行商人
  - 第90話「スキー場首吊り事件」（1977年）- 平尾和枝
  - 第119話「アルコール漬けの小指」（1977年） - 水上峯子
  - 第155話「浴槽に浮かんだ死体」（1978年） - 見谷和子
  - 第316話「赤い千円札で煙草を買う男」（1981年） - 森口の情婦
  - 第352話「野良犬ゴロの殺人」（1982年） - 飲み屋の女
- 江戸の旋風 （CX）
  - 同心部屋御用帳 江戸の旋風（第1シリーズ） 第30話「悲しい罪」（1976年）
  - 同心部屋御用帳 江戸の旋風II 第30話「奴凧のかげに」（1976年）
- 太陽にほえろ! 第193話「二人の刑事」（1976年、NTV） - 大友恭子
- 特別機動捜査隊 (NET)
  - 第744話「地獄を見た」（1976年） - 岩波靖子
  - 第790話「華麗なる出逢いの時」（1977年、NET） -　柴田梢
- 隠し目付参上 第20話「怪談 お化けの皮は何枚か」（1976年、MBS） - 加代
- 宇宙鉄人キョーダイン（MBS）
  - 第29話「血の花か?! 美女がムチをならす」（1976年）-　紅子（デスバイキン人間態）
  - 第45話「激突! スカイマシーン対オートバイ軍団」、第46話「スカイゼル破壊指令」（1977年） -　ガブリンクイーン人間態
- ライオン奥様劇場  / 片隅の二人（1976年、CX）
- 五街道まっしぐら! 第4話「美女丸の怪」（1976年、NET）
- 人形佐七捕物帳 第6話「音羽の猫は金の爪」（1977年、ANB） -　お銀
- 特捜最前線（ANB）
  - 第31話「浅草・愛と逃亡の街」（1977年） - 洋子
  - 第240話「サンタクロース殺人事件!」（1981年）
  - 第261話「ニューナンブ38口径!」
  - 第314話「妻たちの犯罪日誌!」（1983年）
- 大追跡（1978年、NTV）
  - 第12話「殺し屋に墓はない」
  - 第19話「ご不要な亭主、始末します」
- 江戸の渦潮 第6話「春風にのった母子」（1978年、CX）- 居酒屋女将
- 大都会 PARTIII （1979年、NTV）
  - 第15話「報復」
  - 第21話「東京私設警察」 - 山崎の妻
- 疾風同心 第26話「翔べ暴れん坊同心」→ 八丁堀暴れ軍団（1979年、12ch） - お登志
- ザ・スーパーガール 第27話「夜の診察室 浮気に燃える人妻」（1979年、12ch / 東映）
- 西部警察（ANB）
  - 第15話「さらば愛しき女」（1979年） - 岸本マリコ
  - 第82話「ろくでなしの詩」（1981年） - 小料理「古都」女将
  - 第124話「-木暮課長-不死鳥の如く・今」（1982年） - 小料理女将
- 熱中時代 刑事編 第20話「荒野の熱中ガンマン」（1979年） - 秋谷の内妻
- 噂の刑事トミーとマツ （TBS / 大映テレビ）
  - 第1シリーズ 第13話「銭湯でタイホ! 刑事も裸、犯人も裸」（1980年） - 大橋の共犯者
  - 第2シリーズ 第40話「マツも仰天 空飛ぶトミー」（1982年） - 正岡照子
- ミラクルガール 第8話「美人探偵神出鬼没」（1980年、12ch / 東映）
- 幻之介世直し帖 第15話「くの一地獄変」（1981年、NTV）
- 文吾捕物帳 第22話「皆殺しの赤い罠」（1982年、ANB） - おとよ
- 源九郎旅日記 葵の暴れん坊 第32話「神のお告げの夢おんな」（1982年、ANB） - お牧
- 眠狂四郎円月殺法 第10話「無頼子連れ運命剣 -府中の巻-」（1983年、TX） - おすみ
- 大奥 第23話「醜聞に消えた美女」（1983年、KTV） - 小磯
- 暴れん坊将軍II 第12話「めおと千両大漁節」（1983年） - おらん
- 付き馬屋おえん事件帳 スペシャル「散る花 咲く花 吉原と大奥の光と影!」（1993年、TX）
- 鬼平犯科帳（CX）
  - 第5シリーズ 第6話「白根の万左衛門」（1994年） - おさん
  - 第8シリーズ 第5話「はぐれ鳥」（1998年）
  - 鬼平犯科帳スペシャル 盗賊婚礼（2011年、CX）
  - 鬼平犯科帳スペシャル 見張りの糸（2013年、CX）
- 御家人斬九郎 第3シリーズ 第3話「姉上」（1997年、CX）
- 土曜ワイド劇場（ANB）
  - 「ジャンボ宝くじ 1億5千万が当たった女!」（1998年）
  - 「京都の女庭師 風水ガーデニング探偵さくら子2」（2002年）
  - 和久峻三ミステリー「赤かぶ検事14」（2004年、ABC）
  - 和久峻三ミステリー「新・赤かぶ検事奮戦記17」（2005年、ABC）
  - 京都殺人案内31 夢の祇園・夢の祇園・花暦の殺意! （2008年、ABC）
- 髪結い伊三次 第6話「敵討ち」（1999年、CX）
- 京極夏彦 「怪」 第2話「隠神だぬき」（2000年、WOWOW） - おかね
- おみやさん 第1シリーズ  第2話「時効直前 逃亡殺人犯を待つ女」（2002年、ANB）
- 剣客商売（CX）
  - 第1シリーズ 第8話「嘘の皮」（1998年） - 女中・おきち
  - 第5シリーズ 第3話「越後屋騒ぎ」（2004年） - おせき
- 金曜エンタテイメント 「京都祇園入り婿刑事事件簿11」（2004年、CX）
- 竜馬がゆく（2004年、TX）
- 刺客請負人 第1シリーズ（2007年、NTV）
- 新春ワイド時代劇 寧々〜おんな太閤記 第3部 平和への祈り〜決戦関ヶ原（2009年、TX）
- 赤かぶ検事 京都篇 第7話（2010年、TBS）
- BS時代劇 雲霧仁左衛門 第2回「子分の破門」（2013年、BS-P） - 駒寺の利吉の母
- 金曜プレステージ 剣客商売〜鬼熊酒屋〜（2014年、CX） - ばあや
- 月曜名作劇場 / 赤かぶ検事奮戦記7「3億宝くじ強盗殺人事件！」（2017年、TBS） - 醍醐雅子